# Eribulina
Eribulina es un medicamento que se emplea en el tratamiento del cáncer de mama, se vende bajo el nombre comercial de Halaven. Su uso fue autorizado por la FDA de Estados Unidos el 15 de noviembre de 2010 y posteriormente por la Agencia Europea de Medicamentos.

## Indicaciones
Está indicada su utilización en pacientes con cáncer de mama localmente avanzado o con metástasis, que no hayan respondido a tratamientos previos de quimioterapia con otros medicamentos como antraciclina y taxano.

## Mecanismo de acción
Eribulina pertenece al grupo de los antineoplásicos derivados de la halicondrina. Es un análogo sintético de la halicondrina B. La halicondrina B es una sustancia natural que se obtiene de una especie de esponja, la halichondria okadai.
El mecanismo de acción del fármaco se basa en provocar un bloqueo de las mitosis, inhibiendo la fase de crecimiento de los microtúbulos, produciendo el secuestro de la tubulina.

## Administración
Se administra por vía intravenosa a lo largo de 5 minutos, los días primero y octavo de un ciclo de 21 días. 

## Efectos secundarios
Como todos los medicamentos, puede provocar efectos secundarios, algunos de los más frecuentes son: Cansancio, caída del cabello (alopecia), náuseas, vómitos, disminución de apetito, leucopenia, anemia, neuropatía periférica y dolor de cabeza.